# Marziano di Tortona
San Marziano di Tortona, o Marciano (I secolo – Tortona, II secolo), è indicato dalla tradizione come protovescovo di Tortona, in provincia di Alessandria, ed è venerato dalla Chiesa cattolica come santo, martire e patrono di Tortona. La sua ricorrenza è il 6 marzo.

## Biografia
Di famiglia pagana, secondo la tradizione, sarebbe stato convertito da san Barnaba, compagno di san Paolo e confermato poi nella fede da san Siro che a quel tempo era vescovo di Pavia.
Vescovo di Tortona, dopo 45 anni alla guida della diocesi, sarebbe stato martirizzato sotto l'imperatore Adriano presumibilmente tra il 117 e il 138.
Secondo alcuni documenti dell'VIII secolo, non risulterebbe vescovo.
Fu Valafrido Strabone che, in occasione della costruzione di una chiesa in onore del santo, lo indicò come primo vescovo della comunità derthonese e martire.
In un documento del X secolo viene indicato invece come vescovo di Ravenna, martire e sepolto a Tortona.

## Le reliquie
Le reliquie, secondo la tradizione, furono ritrovate sulla riva sinistra dello Scrivia dal vescovo sant'Innocenzo (suo successore del IV secolo) ed ora sono conservate presso la cattedrale di Tortona.
Anche a Genola, in provincia di Cuneo, il santo è venerato come patrono della città, un osso di un indice di Marziano è lì conservato dalla fine del XVII secolo.